# Острів Алексеєва
О́стрів Алексе́єва (рос. Остров Алексеева) — невеликий острів у затоці Петра Великого Японського моря. Знаходиться за 200 м від берега бухти Алексеєва. Адміністративно належить до Хасанського району Приморського краю Росії.

## Географія
Острів Алексеєва з'єднаний з материком надводною кам'янистою грядою, по якій можна потрапити на острів. Сам острів скелястий, береги стрімкі, обривисті, місцями розламані ущелинами, деякі з них утворюють гроти. Острів є популярним місцем відпочинку тюленя ларги.